# Baqueta

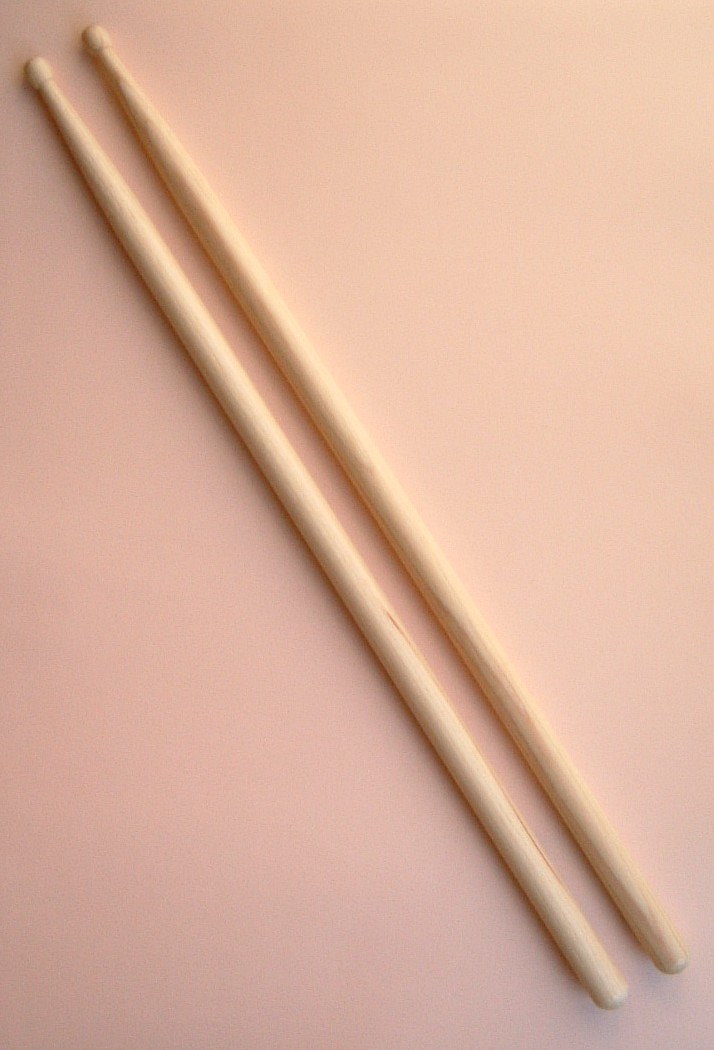
Un parell de baquetes.

Una baqueta, broqueta, maceta, maneta, maçola és un bastonet amb mànec de fusta o canya que en el seu extrem té una bola o superfície. Aquest extrem pot estar fet de molts materials diferents i és la que realment percudeix l'instrument de percussió directament.
Les  baquetes  s'usen en percussió, música. Generalment són de fusta o fibra de carboni, les últimes solen ser més cares i duradores. També n'hi ha d'un tipus especial de plàstic, que són les més cares de totes, però duren molt més. Les baquetes de fusta estan disponibles en versions amb la punta de niló en lloc de fusta, la qual cosa les fa més durables i que l'instrument colpejat tingui un so més agut o brillant.
En percussió clàssica, a part de les baquetes usades per la caixa de marxa, trobem així mateix el mallet  o  maça  usats per al bombo clàssic, tambor, glockenspiel i xilòfon, entre d'altres.
En estils com el jazz, és normal trobar els  brushes  o  escombretes, que són baquetes compostes de moltes varetes metàl·liques, o bé de 7, 9, 12 o més varetes de fusta enfundades en làmines de niló.

## Conèixer la millor baqueta per a tu
Les baquetes es diferencien pel seu material, per la seva longitud, pel seu gruix i per la forma de la seva punta. Aquests factors variaran la resposta, la durada, l'absorció d'impactes i el so que emetran els pegats. Cada percussionista ha de trobar el seu model de baquetes, ja que no es regeix per cànons ineludibles.
Així com un bateria de jazz és capaç d'estar molt més còmode amb unes baquetes grosses i pesades que són més rockeres, un bateria de rock podria estar més còmode amb unes baquetes fines i allargades més pròpies de jazz. A la pràctica, el que defineix el nostre model de baquetes no és l'estil que toquem, sinó la nostra fisonomia, si se'ns cansen els canells i els avantbraços amb unes més pesades, o si amb unes baquetes més llargues ens dona la sensació que ens sobra part d'aquesta baqueta.
Hi ha diversos tipus de materials, com les de roure, noguera, pi, faig, i auró, a part de les de plàstic i fibra de carboni.

## La baqueta

### Tipus de baqueta
Els més comuns són:
- 7A  ► Longitud = 15 1/2 ", Diàmetre =. 540"
- 8D  ► Longitud = 16 ", Diàmetre =. 540"
- 5A  ► Longitud = 16 ", Diàmetre =. 565"
- 5B  ► Longitud = 16 ", Diàmetre =. 595"
- F1  ► Longitud = 16 3/16 ", Diàmetre =. 580"
- 3A  ► Longitud = 16 3/16 ", Diàmetre =. 580"
- 1A  ► Longitud = 16 13/16 ", Diàmetre =. 580"
- 2B  ► Longitud = 16 1/4 ", Diàmetre =. 630"
- Rock  ► Longitud = 16 maig/8 ", Diàmetre =. 630"
- CM  ► Longitud = 17, Diàmetre =. 635 "
- Les CM també són conegudes com a Metall o Heavy Metal.

 Nota :  Per descriure un model que porta punta de niló es posa al final una N (p. ex. 5BN) .

### Tipus de punta
- Triangular: Projecta un so més fort si colpegem al pegat incidint de manera totalment paral·lela.
- Ovalada: Projecta un so fort o suau segons la manera en què incideixin sobre el pegat.
- Barrilet: És com l'ovalada però accentuant més l'amplada dels seus extrems.
- Rodona: Tant és l'angle amb el que incideixen, ja que projectarà el mateix so.
- Llàgrima: És com la rodona però allargant la seva base.
- Llatina (sense punta definida): S'usa per a percussió llatina i és una baqueta que no té punta o el canvi és mínim. Alguns percussionistes simplement utilitzen la seva baqueta habitual al revés, tot i ser més incòmode que unes veritables baquetes per a percussió llatina és molt més pràctic, sobretot en directe.

## Afinació
Es diu que un parell de baquetes està afinat quan els 2 exemplars son d'igual pes, material, densitat i sobretot centre de masses. Això genera que les dues baquetes sonin exactament igual, facilitant un so continuat indistintament de amb quina ma es toqui el cop concret.